# Моніка Абботт
Моніка Абботт  (англ. Monica Abbott; нар. 20 липня 1985) — американська софтболістка, олімпійська медалістка.

## Виступи на Олімпіадах
| Олімпіада  | Дисципліна | Місце  |
| ---------- | ---------- | ------ |
| Пекін 2008 | софтбол    | Срібло |
| Токіо 2020 | софтбол    | Срібло |